# 河谷美節

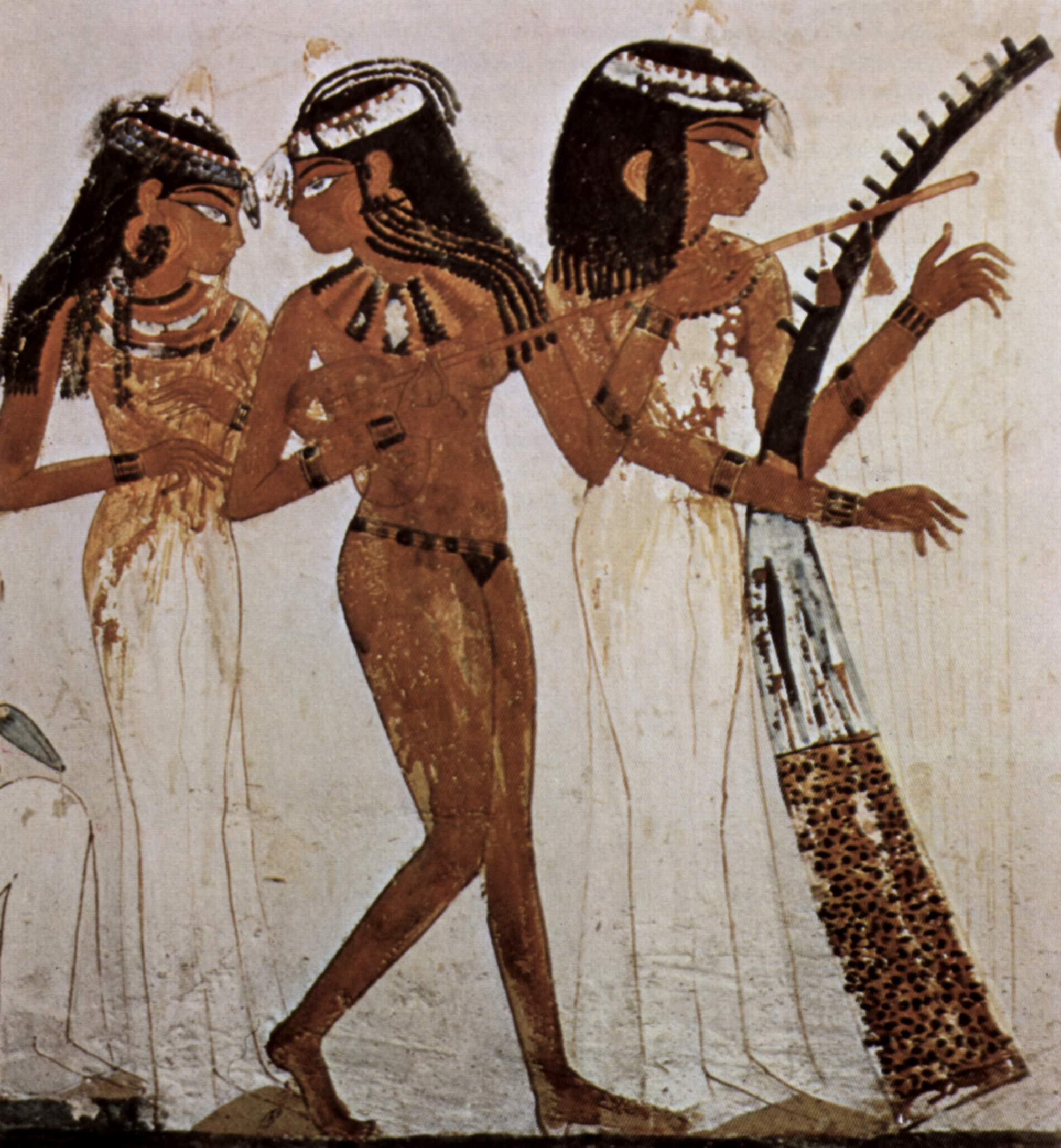
TT52中河谷美節壁畫

河谷美節（埃及語：hb nfr n jnt，羅馬化：Eid al-Wadi al-Jamil）是於古埃及底比斯的節日，於每年收穫季時舉行。河谷美節在曼图霍特普二世當政時首次慶祝，在尼羅河氾濫結束前的9月舉行。
河谷美節與死者崇拜有直接關聯。在新王國時期，河谷美節和伊斯納的「安撫塞赫麦特」慶典同時舉行，故此節日被認為是和女神哈索尔、塞赫麦特與芭絲特有關的「醉酒節」。
底比斯居民並未直接參與阿蒙神的遊行與神舟橫渡，而是以「墳墓之宴」的形式，把這天當作「酣飲之日」來慶祝。
關於平民如何慶祝河谷美節的記錄，最早見於第十八王朝初期。不過，祭祀儀式與遊行的圖像只出現在國王的神廟中，因為這些神聖儀式並不對一般人開放。國王神廟與墓室的壁畫相互補充，呈現了山谷節的整體流程。墓室壁畫一方面描繪了阿蒙神聖舟抵達底比斯時，會依序在歷代已故國王的殯葬神廟停泊，最後被送入在位國王的聖殿，另一方面則描繪墓主的節慶儀式。
在哈特谢普苏特時期，遊行中還融合了「前往凱米斯」的慶典，以慶祝法老每年作為荷鲁斯重生。因此，河谷美節其實由多個小型節日組成，並逐漸充實節慶。

## 历史
河谷美節的舉辦原因與內容，隨著埃及歷史的進程有著重大變化。在第十八王朝初期，節慶仍以古老傳統為主，例如在祭祀儀式中奉獻供品、在盛宴上讚頌，以及前往探訪神廟守衛與哈索爾的後宮侍女。
隨著時間推進，不同社會階層的人們開始有機會象徵性地踏上通往雅盧（天堂）的旅程。原本象徵重生的阿蒙與哈索爾結合儀式，雖然融合新元素，但仍保留舊的禮儀，只是在第十八王朝中期以前後，將整體流程重新編排，以適應新的需求。
當越來越多的民眾能參與慶典時，河谷美節逐漸轉變為庆典，祭司們會以鮮花迎接前來探訪墓葬的群眾。除了向阿蒙-拉神致敬外，節日中還加入舞蹈儀式與醉酒狂歡。阿马尔那时期後，第十九王朝曾短暫恢復「山谷節的舊精神」。然而第二十王朝的文化衰退，讓歡樂的活動被莊重甚至哀傷的儀式取代。自此，過往描繪歡愉場景的圖像逐漸減少，最後完全消失。

### 起源

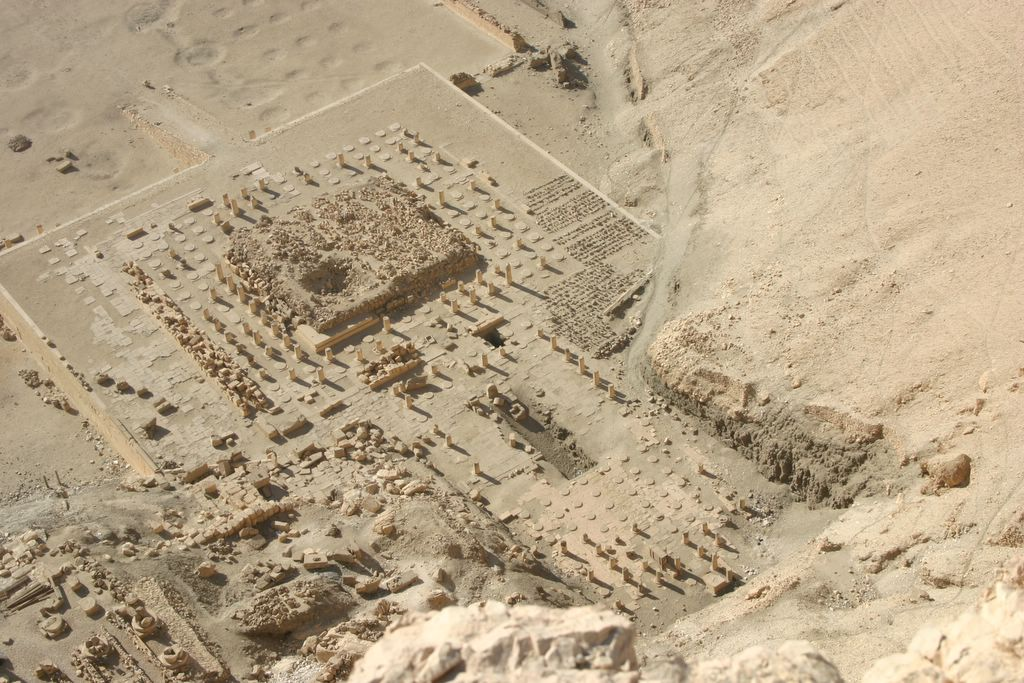
曼圖霍特普二世神廟

在古王國時期的節慶名錄中，河谷美節尚未出現。古王國末期埃及分裂，第九、十王朝的法老定都赫拉克利奥波利斯，直到被曼图霍特普二世征服。這一時期，卡納克阿蒙-拉神廟首次出現文獻紀錄。曼圖霍特普二世重新統一埃及時，必須兼顧古王國的王權與荷魯斯思想，這種理念反映在其神廟的建築元素中。

曼圖霍特普二世的山谷奉獻給哈索尔，她作為天后與荷魯斯之母，被供奉在神庙上方的神龕中，形象包括神聖母牛與紙莎草叢林的女主人。河谷美節最早見於一則刻在葬祭廟上方岩壁的銘文，出自祭司尼弗里貝德之手：
（收穫季第一月，新月之時）：祭司尼弗里貝德——讚頌阿蒙，親吻大地以敬萬神之主，在他收穫季的首個節日之日，當他於前往內布－赫佩特－拉之谷的日子閃耀降臨。——祭司尼弗里貝德

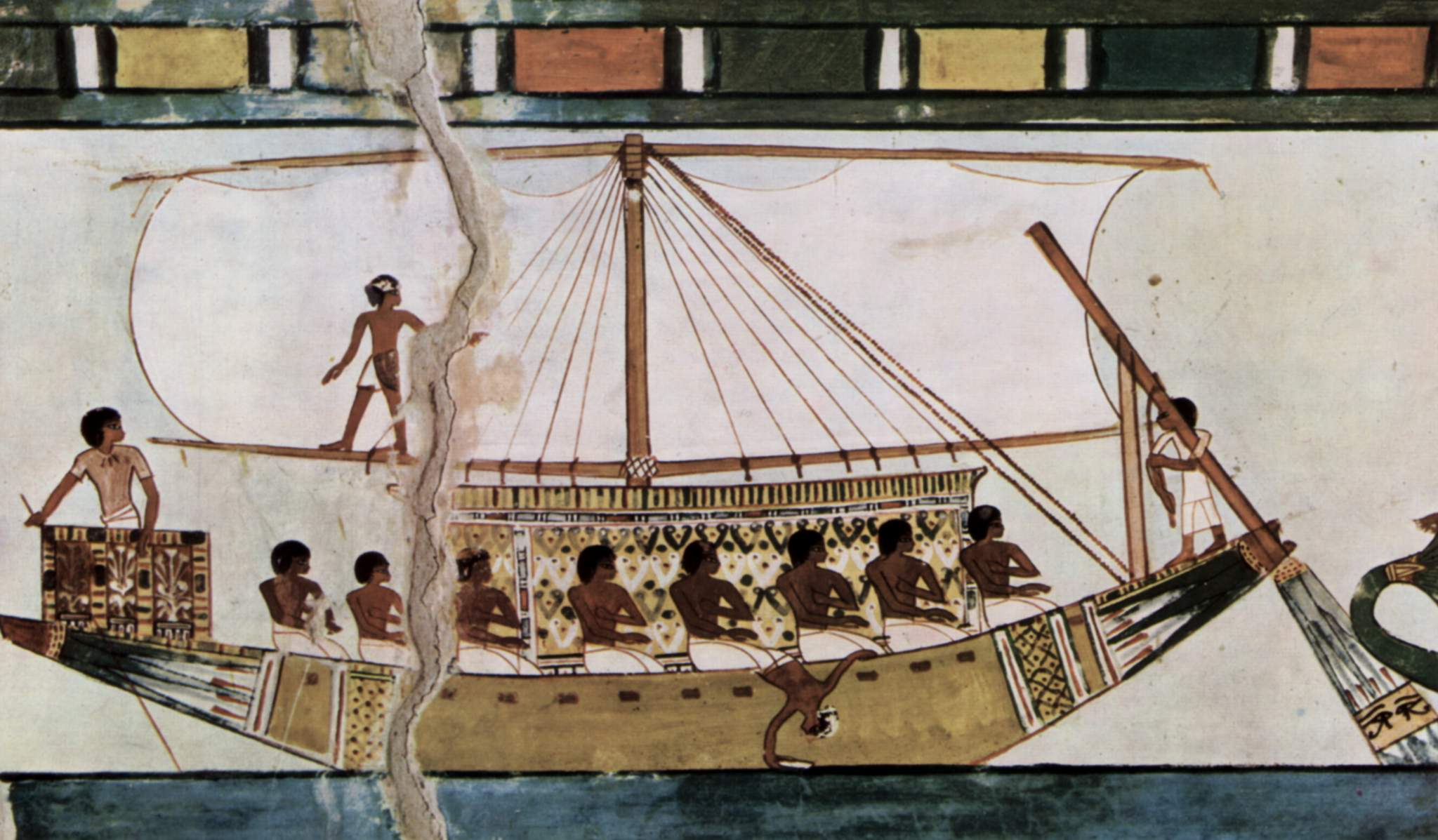
尼罗河上的船，约繪於西元前1422-1411年。

後來的銘文同時記載了曼圖霍特普二世與哈索爾的名字。當時的河谷美節遊行，可以確定發生在曼圖霍特普二世統治後期。節慶開始時，祭司們會將阿蒙-拉神像從卡納克神廟送上王室神舟，前往曼圖霍特普二世之谷。在一塊中王國時期的墓碑上，有一位祭司題詞：「願你在阿蒙的美好划舟節上，接受獻上的祭饌」。
新王國時期也出現相似表述，阿蒙霍特普三世的紀念銘文寫道：「他的父親阿蒙，駕舟前往河谷，去探訪西方的諸神。」從「阿蒙自卡納克而來」、「他美麗的荒漠河谷盛宴」等不同名稱可以看出，河谷美節之名根據阿蒙旅行的目的地而來。

### 新王国時期

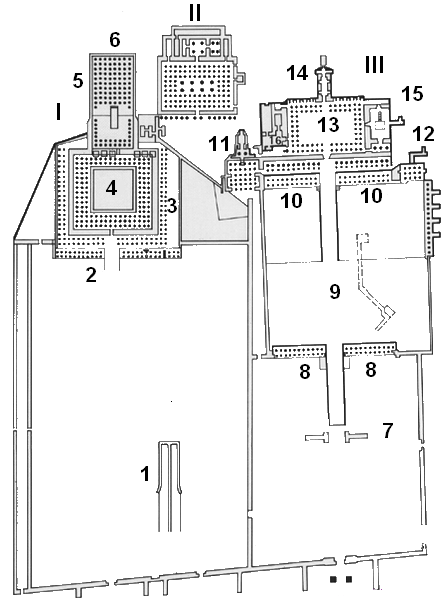
代尔埃尔巴哈里地圖

自第十八王朝起，隨著阿蒙-拉以「眾神之王」的特殊形象出現，河谷美節的日期有所調整，並改名為「阿蒙-拉的美麗河谷盛宴」，節日延長為兩天。約在西元前1500年，由於節日需依新月決定，河谷美節開始時間落在每年5月中至6月中之間。這段慶典的重點是「阿蒙拜訪底比斯西岸的哈索爾，並與她共度一夜」。因此，直到第十九王朝為止，阿蒙的神舟跨越尼羅河的傳統航行，仍未和其他神祇同行。
哈特謝普蘇特將象徵性的「前往凱米斯之行」與河谷美節結合。在她透過儀式完成「神聖誕生」後，遊行隊伍會前往她的神廟，在哈索爾神龕內與神像「合一」，以此獲得被提升為哈索爾的神聖地位。由於身為女性，她無法成為「荷魯斯之子」，因此很可能自稱為「哈索爾的（女性）子嗣」。
河谷美節屬於按曆法固定舉辦的「更新節」之一，藉此確認法老作為「阿蒙-拉在人間的代理人」的地位。節日中包含前往代尔埃尔巴哈里的遊行。图特摩斯三世在位時，將節日的舉行地點改至他的神廟，位於曼圖霍特普二世與哈特謝普蘇特的神廟群之間。
他死後，慶典多數改在哈特謝普蘇特的神廟舉行。阿蒙霍特普四世登基後，直到圖坦卡門繼位前，河谷美節一度停辦。從尼弗荷特普的墓葬銘文可知，最遲在阿伊時期，節慶曾暫時改在圖特摩斯三世的神廟舉行。
在第十八王朝官員納赫特的墓室中，至今仍可見民間慶祝活動的生動描繪。 

### 日期
由於山谷節需依據天狼星陰曆決定，有時會與行政曆法中固定日期的大型節日重疊。新王國時期調整日期後，最早的河谷美節會落在行政曆收穫季1月26日（Pashons 26），最晚則在2月26日（Paoni 26）。若與其他節日衝突，較新的節日會改期。拉美西斯三世在他的節日曆中，為河谷美節保留了兩個專屬節日：
「在收穫季第二月，新月之日，為阿蒙-拉眾神之王舉行山谷盛宴，向他奉獻祭品。在此日與其後一日，這位尊貴的神在阿蒙領地的『百萬年神殿』安息。」
在後來的莎草纸文獻中，可以找到各法老對應的河谷美節日期。其中塔沃斯塔王后的一則記錄顯示：收穫季2月28日，阿蒙-拉曾在「阿蒙摯愛的薩特-拉-梅里特」的神廟中安息，該廟位於底比斯西岸的阿蒙神殿。然而，這個日期不可能是河谷美節的正常開始日，因此可能代表第三個慶祝日，或是延期後的節日。此外，由於塔沃斯塔在位時間短，她位於图特摩斯四世與麦伦普塔之間的神廟並未完成，因此阿蒙-拉當時的具體所在位置仍不明。
| 河谷美節     |                     |               |                     |
| 法老         | 來源                | 埃及曆        | 西元曆              |
| 拉美西斯二世 | Graffito DB 32      | 收穫季2月20日 | 西元前1268年4月8日  |
| 塔沃斯塔王后 | Graffito DB 3       | 收穫季2月26日 | 西元前1191年3月27日 |
| 第十九王朝   | Ostraca Cairo 25538 | 收穫季2月23日 | 不詳                |

## 阿马尔那时期前

### 阿蒙－拉谷河谷美節

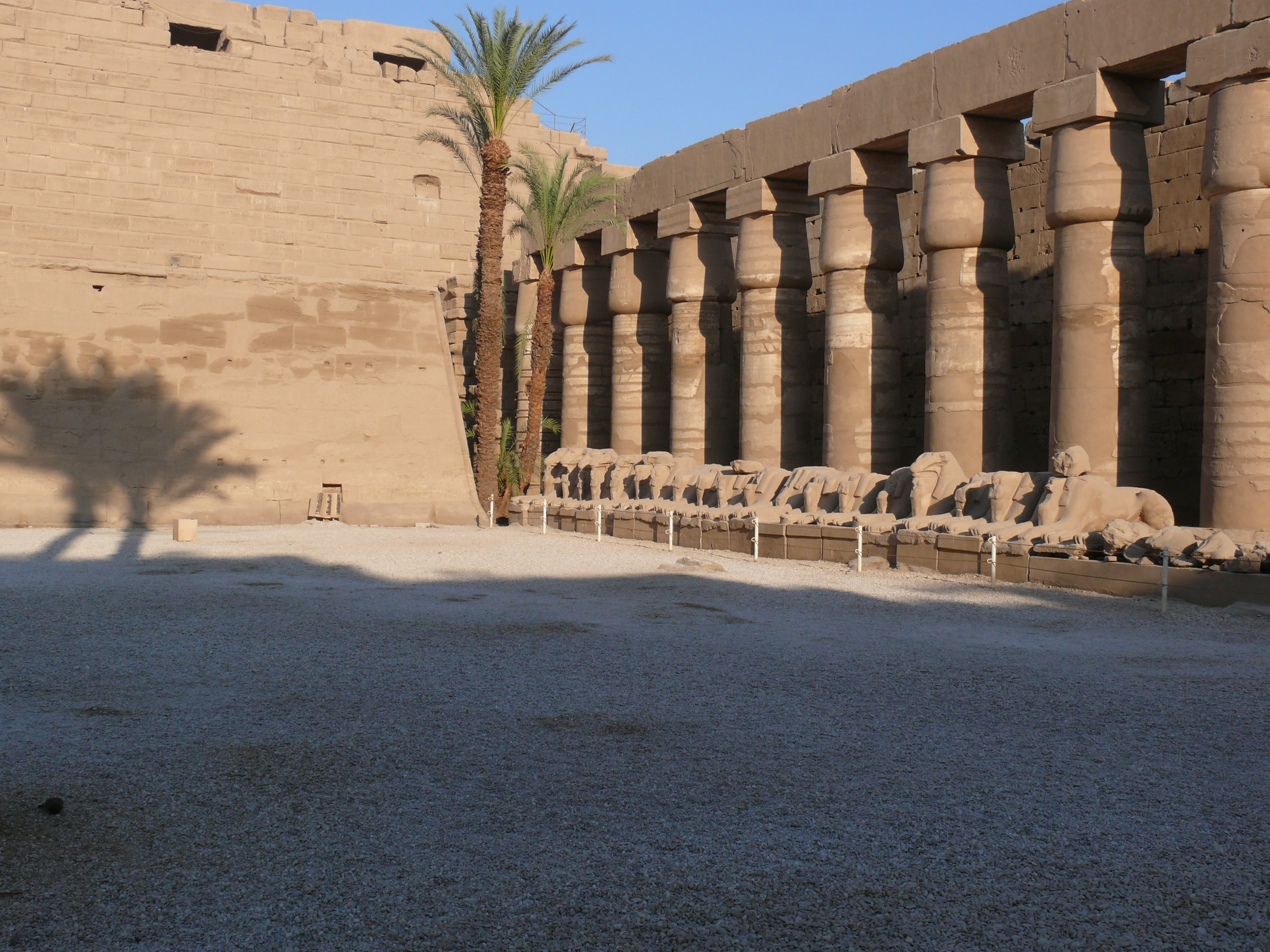
卡納克的阿蒙-拉神廟

「阿蒙-拉河谷美節」與新王國時期引入的奧佩特節並列，是一年當中特別重要的慶典。其遊行隊伍包括王室成員、祭司與官員，必定呈現出極為壯觀的景象，對當時的民眾產生了深遠的影響。
身著白袍的祭司們肩扛神舟，船上安置著阿蒙的神像，立於木製封閉神龕內，龕又置於基座之上，由卡纳克神庙出發參加遊行。若行經沙漠，祭司們會將神舟的船身牢牢繫在橇上拖行。身穿華麗儀式服飾、腰布、與红白双冠的國王親自率領遊行，陪伴國家之神阿蒙，攜帶歷代已故法老的神像一年一度巡行。在通往尼羅河河岸的路上，分布著供奉歷代法老的神廟驛站，內設專門的祭祀空間。唯有在慶典期間，阿蒙才會於「亡者之城的節日」這一天進入這些驛站神廟的最深處。

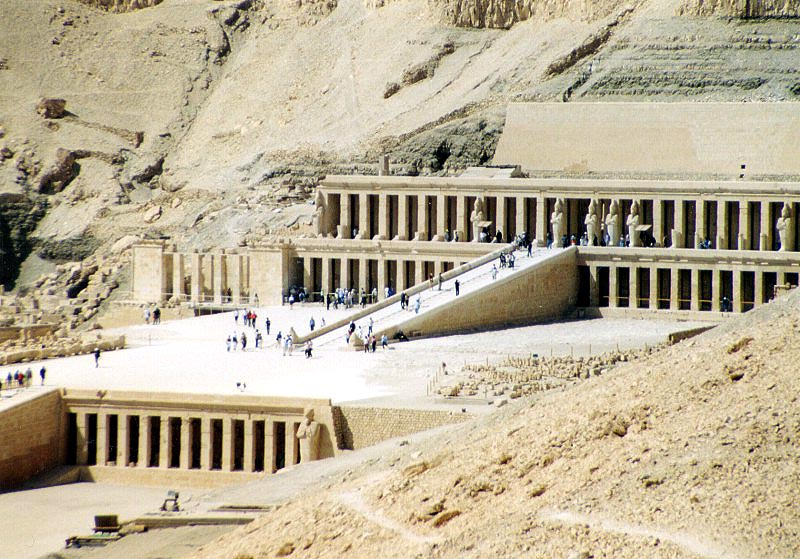
哈特谢普苏特神庙

探訪驛站神廟後，遊行隊伍抵達尼羅河的登船處，將阿蒙神像轉移到神聖的烏塞爾哈特·阿蒙（即阿蒙神舟）上。在法老之船的牽引下，烏塞爾哈特·阿蒙向西岸駛去，周圍簇擁著由多艘船組成的護衛艦隊。從第十九王朝開始，墓室壁畫中才首次出現神舟渡往西底比斯的場景，姆特、孔斯與阿玛乌奈特等神祇的陪同神舟也是自此時才有記載。透過运河，遊行隊伍抵達位於沙漠邊緣、接近神廟的登陸地點。雖然這些豪華神舟已無實物保存，但從圖像資料可知，它們以名貴木材製作，並以金銀裝飾。阿蒙神像從神舟上再次轉移回肩扛神轎，由祭司們隆重地護送至神廟，作為儀式的收尾。

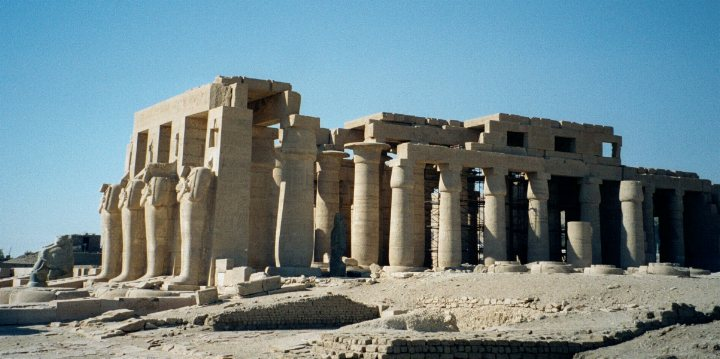
拉美西斯神庙

從梅迪涅特哈布的節日曆可知，在為期兩天的慶典之夜，阿蒙神像會安置於王家葬祭神廟至聖所內，四周燃燒著插於人工石池中的火炬。祭司在夜間守護後，會以新鮮擠取的牛奶依儀式將火炬熄滅。隨後，遊行首先前往代尔埃尔巴哈里山谷中的皇家神廟，供奉仍在舉行祭祀的歷代法老。在這裡，法老與祭司們向已故的法老、王后、王太后、高級神廟官員以及墓地的亡靈獻上祭品。
在拉美西斯二世時期，遊行隊伍會進入拉美西姆神廟，將神像送入至聖所，並向亡者守護神，特別是被神化的阿蒙霍特普一世致敬。阿蒙霍特普一世是亡靈之城工匠的守護神，這些工匠居住在西岸的代爾麥地那。古埃及人相信，不僅生者，連亡者也會參加節慶，只為一睹阿蒙-拉的風采。祭品包括牲畜、乳香、沒藥，以及大量蓮花、莎草纸與巨大花束。

### 墳墓之宴

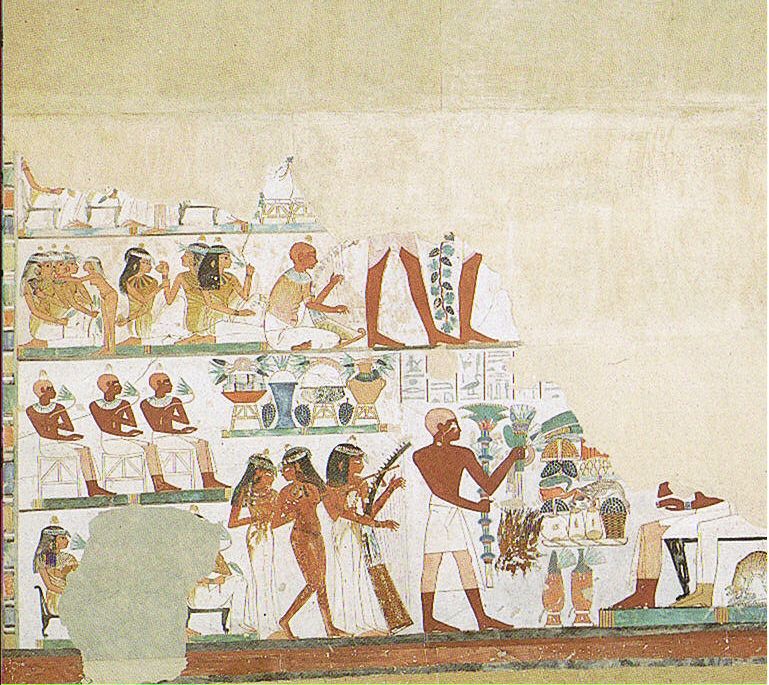
「墳墓之宴」（TT52）

「墳墓之宴」是河谷美節慶典的延伸活動，但本身與河谷美節沒有直接關聯。僅在第十八王朝的壁畫中才能見到舞蹈與飲酒的場景，這些習俗與其他醉酒節（如新年節）相似。「墳墓之宴」從早晨開始，持續到夜間，並延續到次日黎明，於日出時象徵性地向阿蒙致晨禮，隨後結束。結束後不久，祭司們啟程，護送阿蒙神像返回卡納克神廟。
當正式慶典開始時，所有在西底比斯安葬親人者，已經聚集在祖先的墳墓前祭拜並慶祝。在山坡上，民眾多只是觀禮，而不直接參與河谷美節的宗教儀式，這也解釋了為何墓葬壁畫中缺少神廟儀式與遊行的圖像。在阿蒙神舟渡過尼羅河後，祭司代表團沿山坡攀上，由先前在河邊為阿蒙歌唱的合唱團伴隨。他們一同走過墓地之城，向聚集的人們致意，並奉上花束，象徵阿蒙的愛、恩惠與庇佑。
在遊行中，那些巨大、有時甚至與人等高的花束極為引人注目，被視為生命的象徵，由此被帶入亡者之城。與此同時，墓主吩咐僕人釀造節日飲品，或調製各種葡萄酒混飲。差不多同一時間，受雇的樂師也抵達，開始演奏舞曲。參加者將這一日的慶典視為「為神舉行的事」，尤其是為了阿蒙，正如某段祭詞所說：
「在節日之日，為他（阿蒙）釀酒，在美麗的夜晚通宵不眠。他的名在屋頂迴盪；在夜幕降臨時，歌聲屬於他。」——祭祀祈禱文，墓343
在整場慶典中，人們從準備好的大酒桶中不斷將酒倒入小罐，再分斟到杯與碗中。墓葬壁畫描繪，賓客飲酒甚歡，不醉不歸。這種無拘束的飲酒常以最後的醉倒昏睡作結，這一幕同樣被畫入墓室之中。

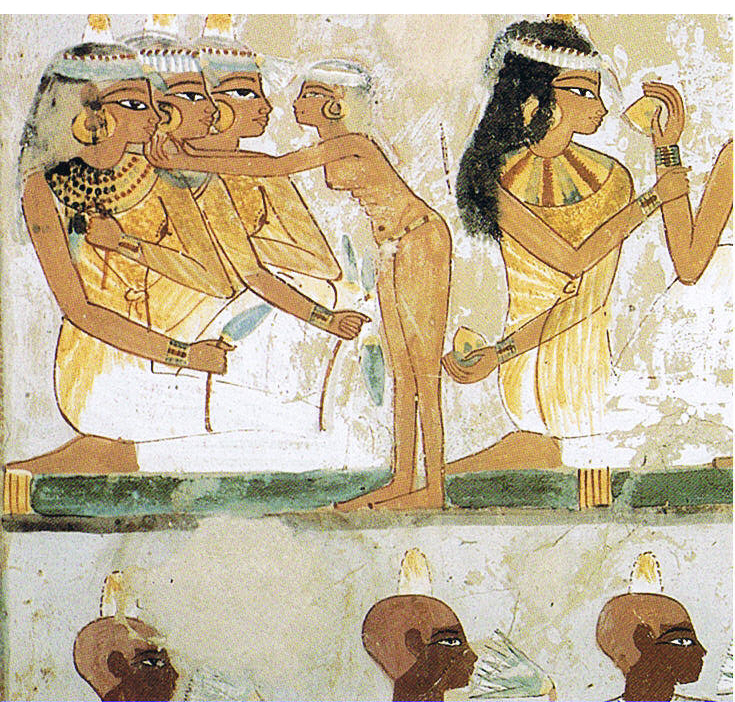
仆人正在为庆祝的客人服务

在神話背景中，飲酒是為了在冥界將生活的歡愉與享受推向極致。若無喧鬧、舞蹈與放縱，這種慶祝方式就無法成立。其核心精神正如口號所說：「暢飲吧，享受美好的一日。」這方面的典型例子，是墓主之女在神龕上的題詞，埃及人認為，在河谷美節，墓葬是生者與死者的「心靈喜悅之屋」：

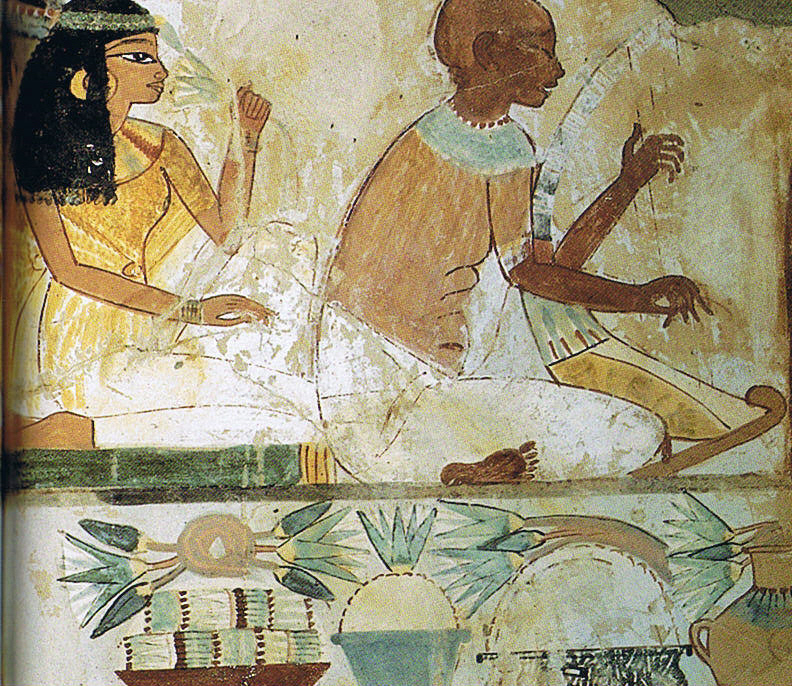
庆典期间演奏竖琴的演奏者

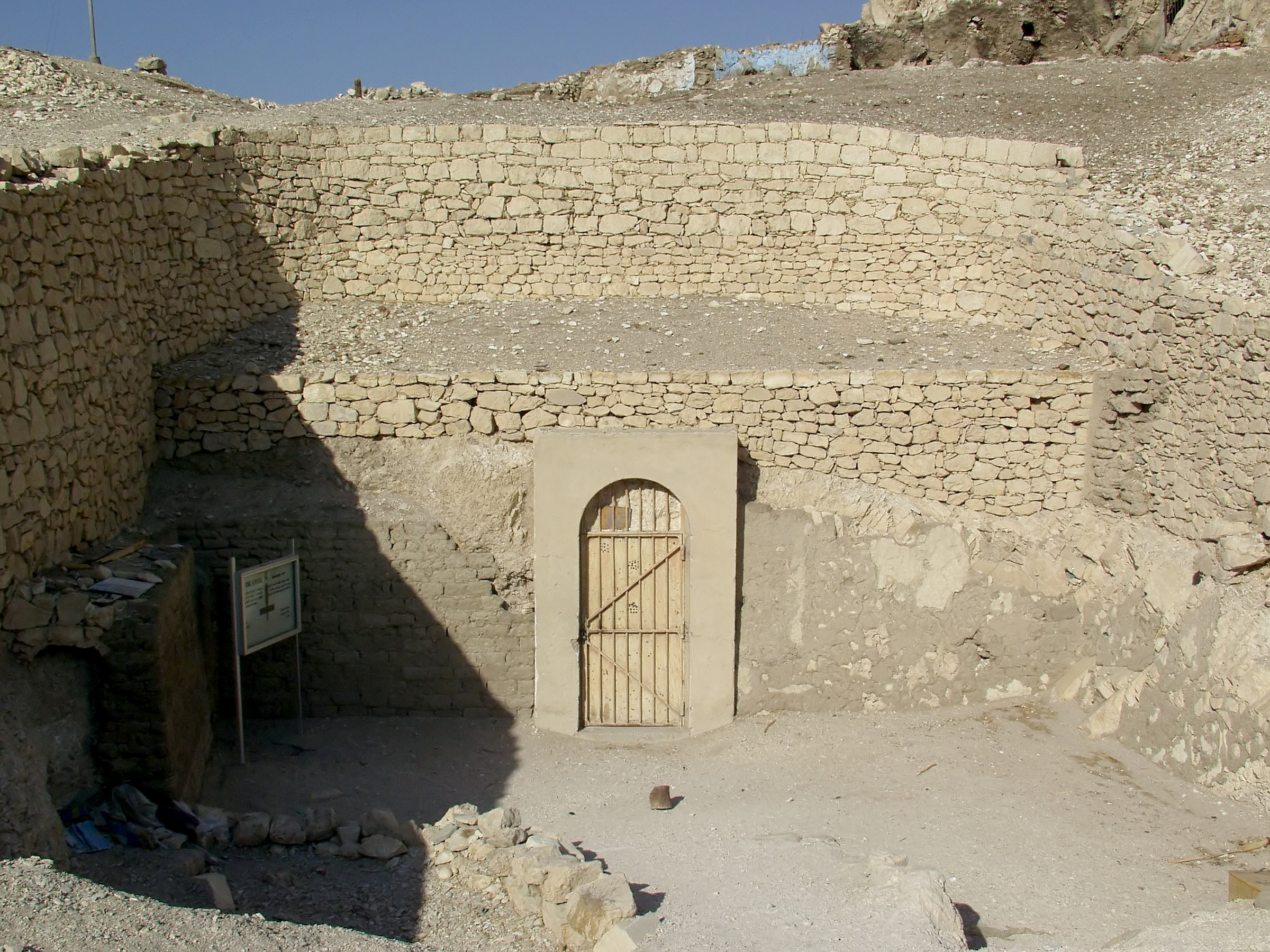
TT69墓入口

「你的卡（靈魂）啊，請飲下美妙的醉人之酒，與愛你的神，賜予你一切的阿蒙-拉，所給予的美好事物共度佳日。偉大的、愛酒之神，因沒藥而受讚頌者，你不停地在你美麗的屋中，使你的心神清爽。」——底比斯，墓21
飲酒源於哈索爾的性格，她被視為「沙漠群山之主」與「醉酒之主」。在《天牛之書》中，作為太陽神之眼的哈索爾曾欲毀滅人類，唯有透過「以混合飲料安撫」的計謀才得以阻止。卡納克姆特神廟入口的曆文中記載：「在河谷美節之時，為她傾注紅色的啤酒……以平息她心中的怒氣。」推測在各神廟中，應有類似儀式，以慶祝阿蒙拜訪哈索爾，並迎來隨後的飲酒狂歡。
图特摩斯四世在阿布德庫爾納修建门纳墓，入口處保有一段祭祀阿蒙-拉的禱文：
「讓我在你的美麗節日、在你從代爾埃爾巴哈里泛舟之日見到你。願你的光輝照耀我身，我將讚美你，稱頌你在我面前的美麗。願你因善神（圖特摩斯四世）的恩惠，使我得以安息在我為自己建造的屋（墓）中。願你讓我成為你隨從的一員，因你所賜的麵包而欣喜，正如大地上正直之人所蒙受的那樣。」——墓69，南側門楣銘文

### 赫米斯之行
在金字塔銘文中，赫米斯被稱為荷魯斯的誕生地。與已故法老相關的文字中寫道：「你的母親伊西斯在赫米斯生下了你，你得到了屬於北風的雙手。」在棺槨文中也有記載：「噢，世人啊，看這位法老，伊西斯之子，他在布托受孕，在赫米斯誕生。」其背景神話是：年幼的荷魯斯在祕密之地赫米斯，由伊西斯撫養成人，以避開赛特追殺。
哈特謝普蘇特將自己視為受伊西斯庇護的「哈索爾之子」：「我穿過沼澤，並在赫米斯落腳作為庇護。」記載中還描述了她的宗教儀式：「哈索爾，她重演了誕生（儀式）。人們（或法老）安排哈特謝普蘇特駐留在她的神廟。」到達後，在哈索爾神殿中，透過供品賦予神像靈力，使哈索爾得以重演在赫米斯誕下荷魯斯後，作為神母的保護與哺乳行為。因此，「赫米斯之行」遊行象徵著荷魯斯誕生與赫米斯儀式的結合。

## 阿瑪爾納時期以後
在阿肯那顿推行阿顿崇拜後，河谷美節的慶典在他去世前便告終止。阿马尔那时期直接影響了後來河谷美節的節慶舉行。然而值得注意的是，阿肯那顿的教義對阿瑪爾納時期之後的河谷美節，並未帶來思想上的變化，只影響了外在的呈現形式。

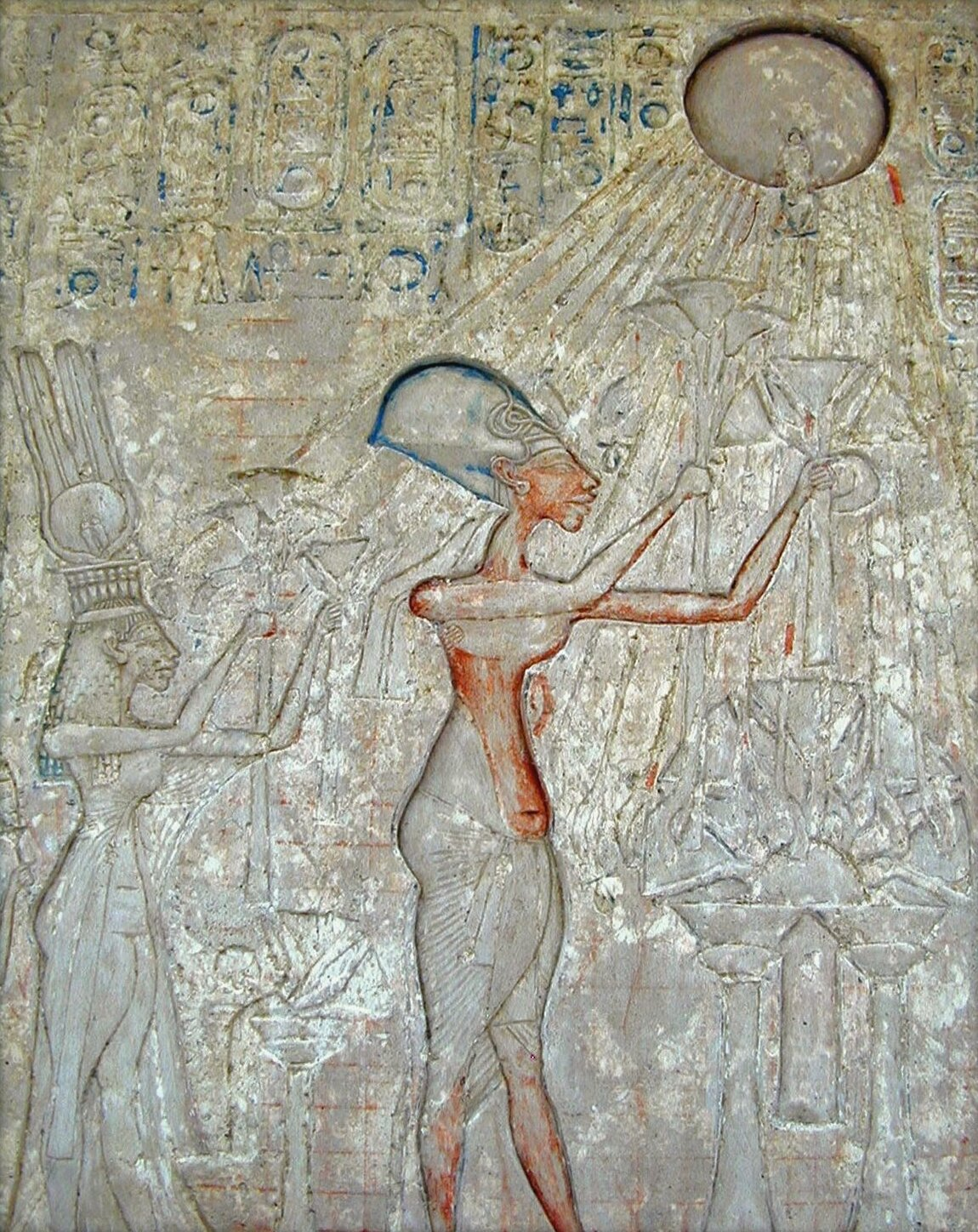
阿頓在阿瑪爾納時期為唯一的生命之神

### 阿马尔纳时期

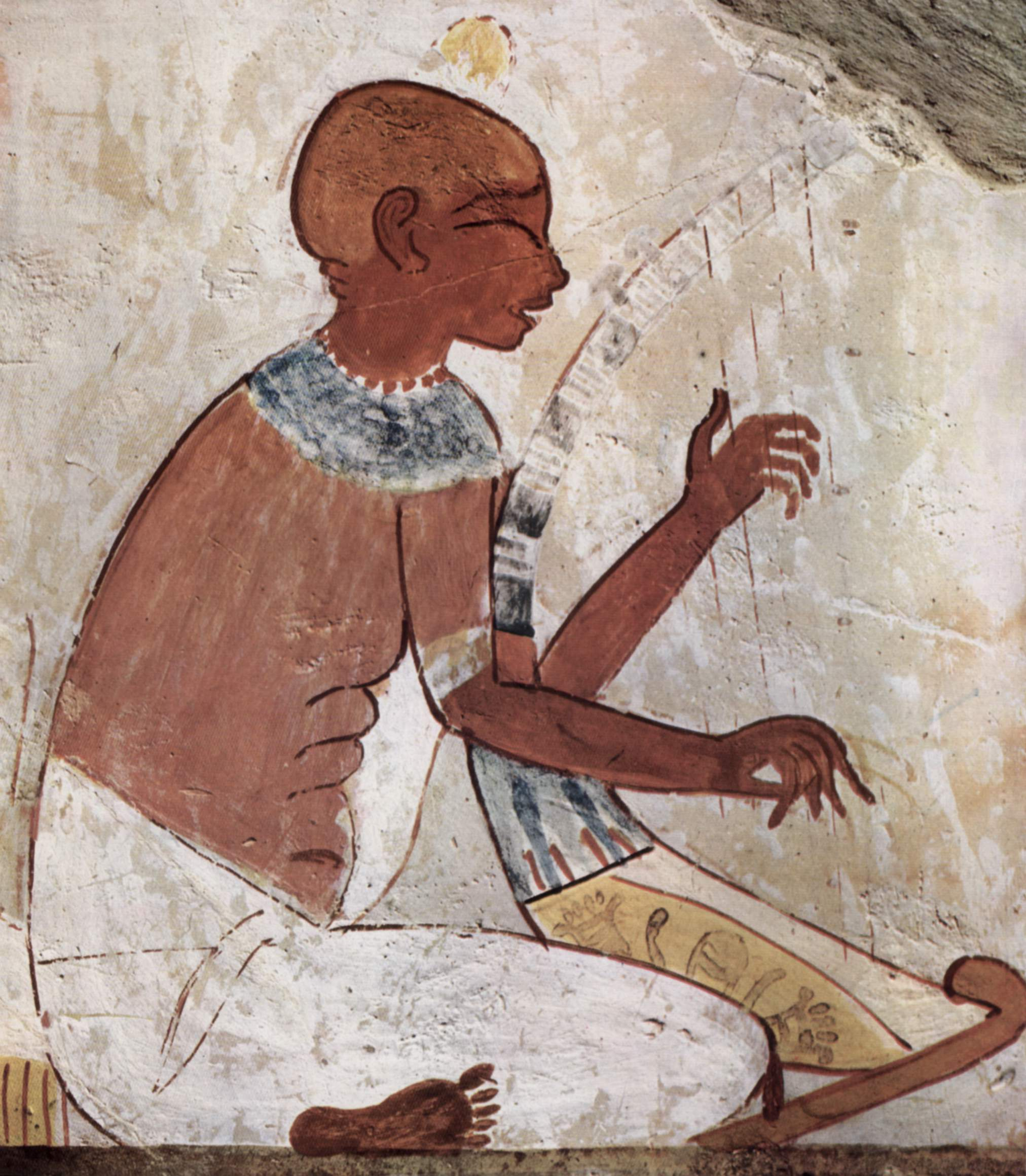
庆典上的盲人竖琴师

由於將阿頓提升為唯一的生命賜予之神，對死後在冥界繼續生活的信仰戛然而止。阿肯那顿的神学無法解答死者在逝去後的歸宿問題。傳統信仰的斷裂，催生了「新豎琴頌」，其內容回溯至中王國時期，並以新的詩歌形式，重新演繹當時零散的、關於死亡的思考。
《安特夫的豎琴頌》被視為後世豎琴頌的典範，作為變奏形式進入亡靈信仰的核心。安特夫的豎琴頌出自帕-阿頓姆赫布的阿瑪爾納墓，主題聚焦於生命的意義：
「那些曾建造房屋的人，如今已無其處。他們怎麼了？我聽過印何闐與霍爾傑德夫的話語，他們的箴言流傳於世。如今他們的居所何在？城牆已毀，他們已無立足之地，彷彿從未存在過。無人從那裡回來，告訴我們他們的境遇，安慰我們的心。但你應當使你的心歡愉，隨從你心所欲。身著潔白亞麻衣，增添你的美麗，讓你的心不因此而厭倦。莫使你的心憂傷，直到那亡者哀悼之日來臨。享受美好的一日，不要厭倦。」——安特夫豎琴頌節選

### 阿瑪爾納之後
在霍朗赫布與第十九王朝的諸王時期，河谷美節迎來復興。雖然阿頓崇拜消失，但其「坦率」與「展現現實」的訊息仍留存在埃及人的記憶中。在阿肯那顿之前，於阿蒙-拉崇拜中，人們只會在個人私語中思考死亡。而在河谷美節中，歐西里斯神話主導節日的內容。阿瑪爾納時期帶來的改變，使荷魯斯與歐西里斯退居其次，反而是伊西斯、哈索爾與奈芙蒂斯作為「為亡者哀悼的母親」，賦予河谷美節更多悲傷的色彩。原本活潑的「荷魯斯的無憂」遂變成「伊西斯的哀歌」。
從拉美西斯四世之後的墓葬中可見，河谷美節性質出現明顯變化。第二十王朝晚期的衰落與混亂，促使「伊西斯的哀歌」在主題上被過度強調。埃及人相信，唯有透過格外虔誠，才能恢復昔日的國家穩定。壁畫上不再描繪生前的生活，而是專注於祭品場景、神化儀式與冥界之書。早期墓中的裸體舞者圖像，往往被遮掩或抹去。「伊西斯的哀歌」之後，取而代之的是「帶著祭品祈盼美好時光」的姿態。
即便在首位羅馬皇帝奧古斯都（西元前27年至西元14年）在位期間，河谷美節仍在舉行。奧古斯都於西元前31年9月2日擊敗马克·安东尼與克麗奧佩特拉七世的軍隊，翌年攻佔亚历山大，使埃及成為羅馬新行省。為河谷美節慶祝之際，奧古斯都向亡者獻上祈願：

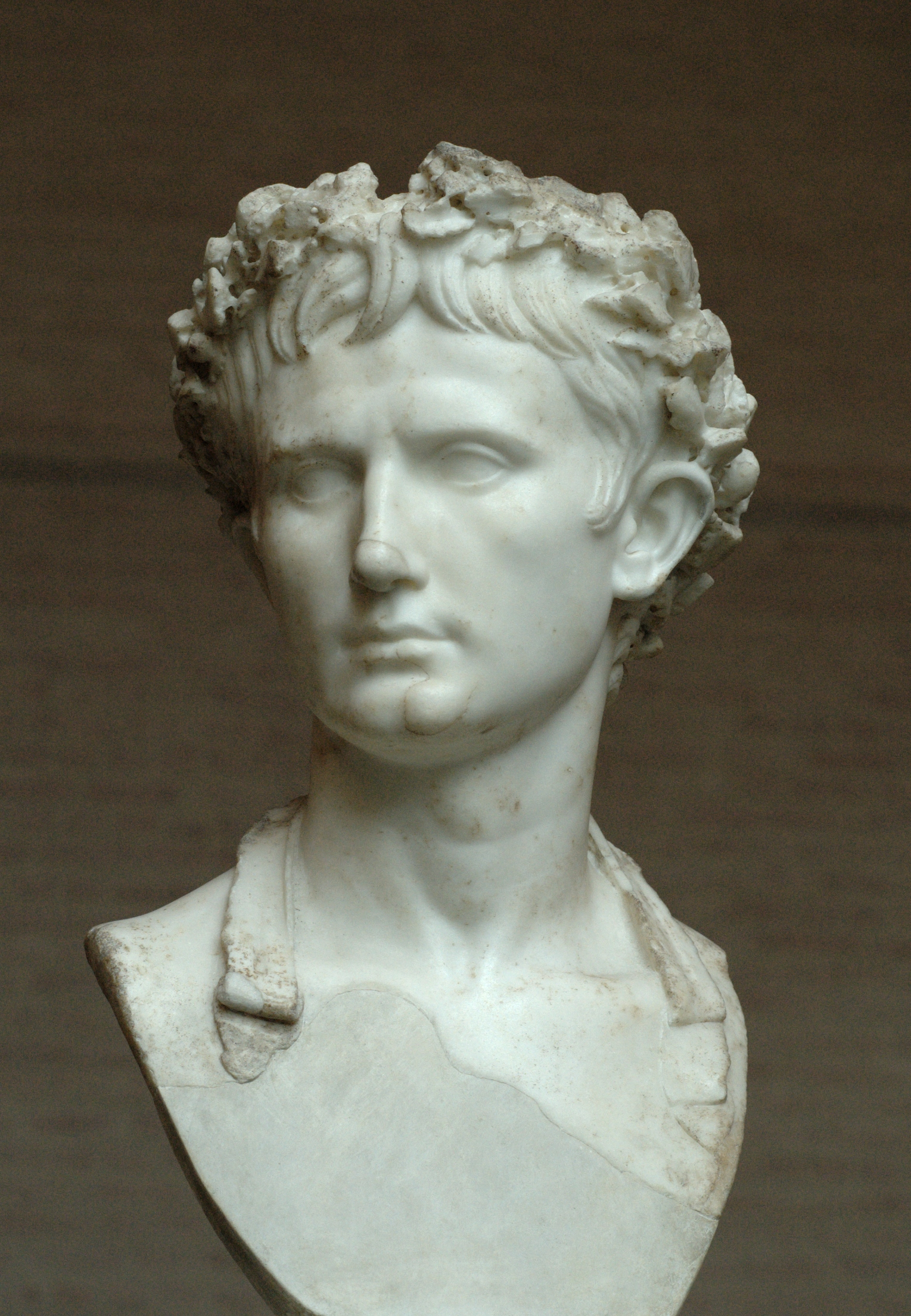
奥古斯都戴着市民冠

「願你進入底比斯的亡者之城，步履不受墓地阻礙。願你在那日水上航行時，站立於底比斯西岸之地。願你見到裝飾華麗的神舟烏塞爾哈特。唯有眾神之神居於其內。願你聽到國王船隻行駛時，河上人們的呼喊。願你在其中見到上埃及之王為領航者，下埃及之王掌舵而行。願你見到眾神之王在其偉大神祕中，諸神之父以其壯麗形態顯現。願你在山谷節時，於神廟中與諸福者一同前往眾神之主的面前。」——奧古斯都，《Totenpapyrus Leiden T32》，第2節

## 拉美西斯三世之死
一份拉美西斯四世時期的莎草纸文獻中，詳細記載試圖暗算拉美西斯三世的審判。與一般做法不同的是，這些陰謀的追溯報告沒有標明日期。埃及学界對這起陰謀與拉美西斯三世的逝世之間的聯繫一直爭論不休。
拉美西斯三世在收穫季3月15日（西元前1156年4月7日）逝世，當天是阿蒙-拉和哈匹的獻祭節第一天。這場在其神廟附近舉行的慶典，拉美西斯三世曾在一塊石碑上記錄：「願阿蒙-拉與哈匹確保尼羅河不缺水，並隱藏杜亞特的壯麗景象。」

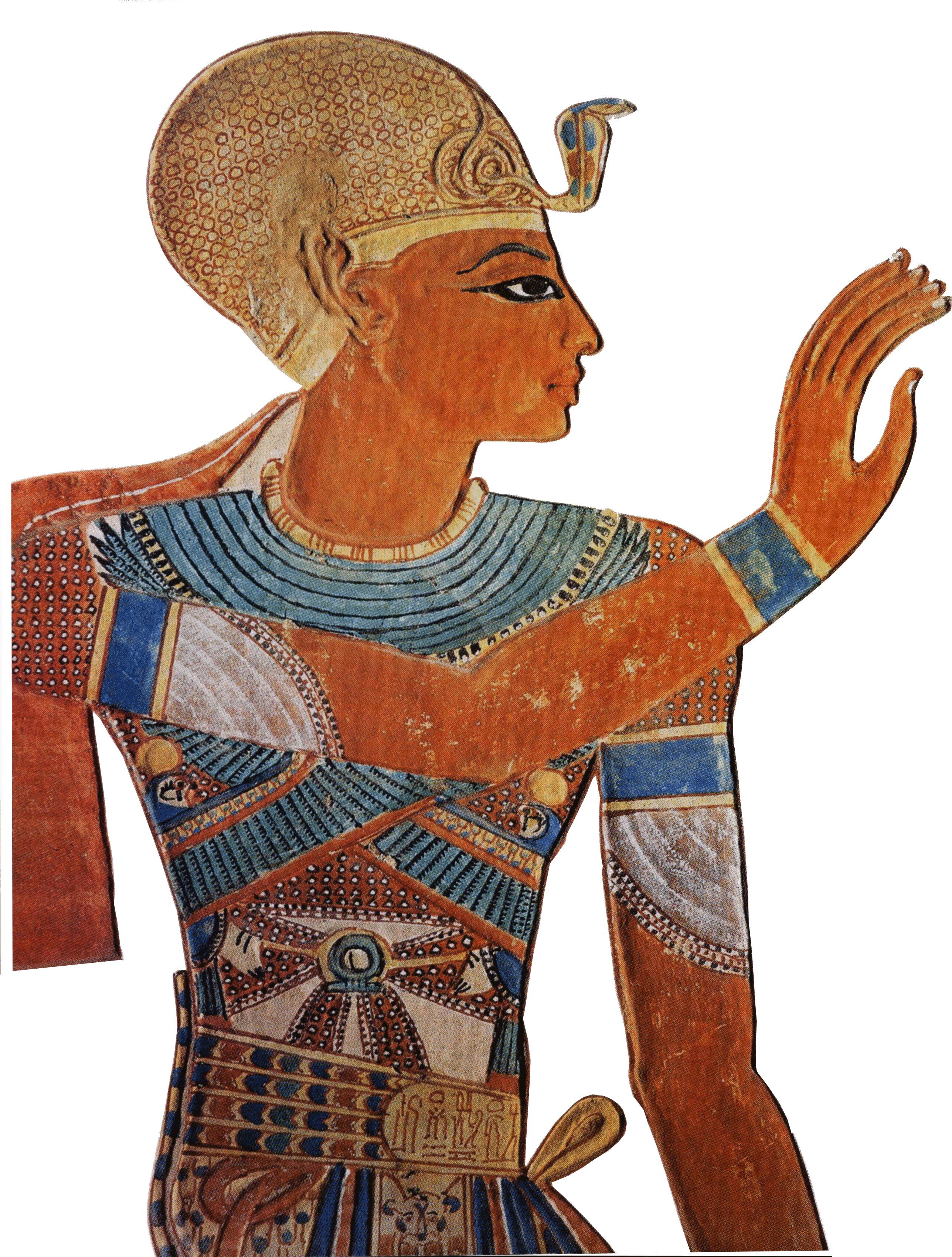
拉美西斯三世

為查明暗殺與河谷美節的關聯，詹姆斯·亨利·布雷斯特德與漢斯·戈迪克提出假說：拉美西斯三世在遭暗殺後，重傷存活了21天。因此，暗殺可能發生在收穫季2月23或24日，推算河谷美節應落在收穫季2月21日左右。但對於這一假設，兩人皆未能提供證據或線索。埃里克·霍爾農與沃爾夫岡·黑爾克則因節日開始與拉美西斯三世死亡之間時間間隔過長，以及缺乏相關線索，而否定拉美西斯三世32年時發生「河谷美節宮廷陰謀」的理論。
同樣研究過不同假說的罗尔夫·克劳斯認為，只有在敏神節跟河谷美節同時推遲的情況下，暗殺才會與河谷美節有關。然而，由於敏神節與山谷節一樣依照陰曆舉行，故應不會被延期。
此外克勞斯還指出，在拉美西斯三世在位第7年，有一則塗鴉記錄顯示，收穫季3月9日時曾向阿蒙-拉奉獻祭品。由於古埃及陰曆每25年會重複一次月相日期，因此在拉美西斯三世在位第32年，收穫季3月9日很可能與阿蒙-拉有關，這與布里斯特德和戈迪克的假設相反。
克勞斯補充說，在第七年的祭品記錄中，並未提及河谷美節，因此該節日可能與其他慶典有關。齊格弗里德·朔特認為，收穫季3月9日（埃及曆Epip 9）是阿蒙霍特普一世在代爾麥地那加冕之日，該慶典在西元前1181年與西元前1156年皆於此日開始。
| 拉美西斯三世時河谷美節日期 |               |                     |
| 年份                       | 埃及曆        | 西元曆              |
| 在位第31年                 | 收穫季2月21日 | 西元前1157年3月14日 |
| 在位第32年                 | 收穫季2月9日  | 西元前1156年3月2日  |

## 另見
- TT39
- 圖特摩斯三世的哈索爾教堂（德语：Hathorkapelle des Thutmosis III.）

### 書籍
- Schott, Siegfried. . Akad. der Wiss. und der Literatur. 1953 （德语）.
- Schott, Siegfried. . Steiner. 1950 （德语）.
- Helck, Wolfgang. . 1968.